# Càvids
Els càvids (Caviidae) són una família de rosegadors originària de Sud-amèrica, que inclou el conill porquí, la llebre de la Patagònia i el capibara, entre altres animals. Viuen a tot el continent sud-americà, en àrees obertes, des de la sabana humida fins a boscs o deserts amb arbusts.